# Hipódromo Fair Grounds
El Hipódromo Fair Grounds (en inglés: Fair Grounds Race Course) es una pista de carreras de caballo y casino en Nueva Orleans, Luisiana, al sur de Estados Unidos. Es gestionado por la compañía Churchill Downs Louisiana Horseracing, LLC. En 1852 el hipódromo de la Unión, que hoy es la ubicación de Fair Grounds, fue establecido sobre Gentilly Road en Nueva Orleans, por lo que es el tercer sitio más antiguo para las carreras de caballos en los Estados Unidos aún en funcionamiento, después de Freehold Raceway y el hipódromo de Saratoga.